# Hiranjagarbha

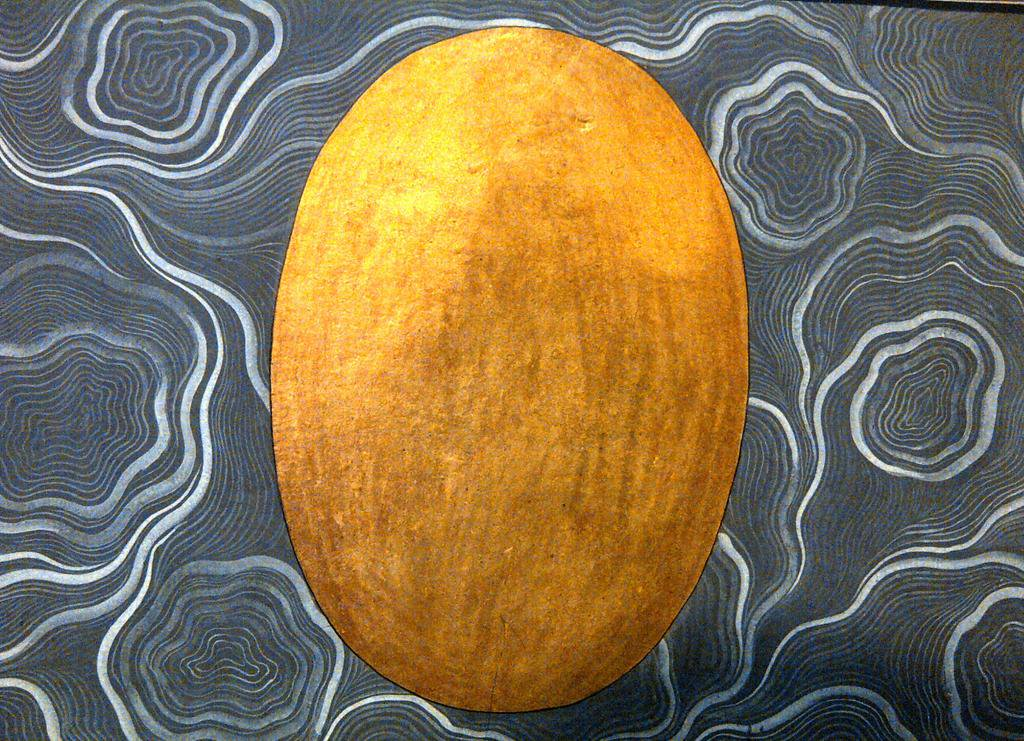
Zlaté vejce na malbě Manakua z Guleru v paharijském stylu, cca 1740

Hiranjagarbha „zlaté vejce“ je v hinduismu prvotní hybatel a zdroj veškerého stvoření spojovaný se Sluncem a prvotními vodami, v kterém je celé stvoření zároveň obsaženo. Často je ztotožňováno s různými božstvy, která jsou chápána jako stvořitelé a vládci vesmíru, například v Rgvédu, kde je poprvé zmiňováno, s Pradžápatim, v pozdějších textech s Brahmou, ale také s Višnuem a Šivou. Motiv kosmického vejce z kterého je stvořen svět se objevuje v mnoha světových mytologiích.

Podle Šatapatha brahmány existovaly na počátku jen Ápah-Vody, které toužily po plození, a tak zahořely žárem (tapas) a daly vzniknout zlatému vejci. To rok plulo na Vodách, než z něj vznikl Pradžápati, který stvořil svět. Podle Čhándógjópanišady se počáteční To stalo vejcem, které po roce prasklo a rozdělilo se na dvě poloviny. Ze stříbrné vznikl pozemský svět, ze zlaté svět nebeský. Z blány bílku pak vznikly hory, z blány žloutku mlha a oblaka, ze žilek řeky, z tekutiny moře a také Áditjové včetně Súrji-Slunce. Podle Mrgéndra-ágamy je skořápka vejce hranicí Vesmíru, která se nachází za temným oceánem garbhoda.